# 蛭川
蛭川（ひるかわ）は、福島県福島市を流れる河川であり、一級水系阿武隈川水系の一次支流である。

## 地理
福島市街地北側に位置する沖高を水源とする。瀬上町及び鎌田地区の市街地を東進し、瀬上町字道田前の月の輪大橋直下にて阿武隈川に合流する。

## 流域の自治体
福島県
- 福島市

## 主な橋梁
下流より
- 月の輪大橋（福島県道387号飯坂保原線）
- （福島県道387号飯坂保原線）
- 蛭川橋（国道4号）
- （阿武隈急行線）
- （福島県道197号東福島停車場線）

## 周辺
- 福島東郵便局
- 阿武隈急行福島学院前駅
- 福島学院大学宮代キャンパス